# Стефан Личев
Стефан Петров Личев е български политик, народен представител на XXXVII и XXXVIII Народно Събрание, председател на Земледелския народен съюз (2006—2012).

## Биография
Личев е роден на 9 януари 1949 г. в Койнаре, община Червен бряг. По неговите собствени думи е трето поколение земледелец, родът му е следвал Никола Петков и Георги М. Димитров (баща на Анастасия Мозер) още от времето на Александър Стамболийски. Женен, с две деца — син Петър и дъщеря Катя.
През 1975 година завършва е юридически факультет в СУ „Св. Климент Охридски”.
Личев е сред възстановителите на Българския земеделски народен съюз „Никола Петков“ (БЗНС-Н. Петков) през 1989 година и е избран за първия председател на местния Координационен съвет на Съюза на демократичните сили в Ямбол (1990-1991 г.). При напускането на СДС през 1990 г. Стефан Личев е един от петимата земеделци, гласували против, но се подчинява на взетото решение и остава верен на БЗНС. 
Избран е за общински съветник в Ямбол. Два мандата е бил депутат: в XXXVII народно събрание, където е зам.-председател на комисията по земеделие, а след това и в XXXVIII, в което е зам.-председател на Парламентарната група на Народен съюз.
Член е на Постоянното присъствие на БЗНС-Народен съюз, а след това, а през 2006 г. оглавява отделилата се земеделска група, която се регистрира като Земеделски народен съюз. През март 2006 г. част от членовете на Управителния съвет на БЗНС-НС, сред които и Личев, провеждат заседание във Велико Търново и свикват конгрес на 18 май 2006 година. Другата част от Управителния съвет, включително лидерът Анастасия Мозер, насрочва конгрес на партията за друга дата — 21 май.
На извънредния конгрес на 18 май партията е преименувана в Земеделски народен съюз (ЗНС), а първият Управителен съвет избира за председател Стефан Личев. За него гласуват 41 от членовете на съвета, за другия номиниран — Борислав Китов — 35 човека.
През 2010 година Стефан Личев е преизбран за председател на партията, а две години по-късно е заменен на поста от дотогавашния заместник-председател Румен Йончев. Оттеглянето му от БЗНС е свързано с учредяването на партията Алтернатива за българско възраждане (АБВ) на президента Георги Първанов. Стефан Личев е един от основателите на АБВ и става част от нейното ръководство.

## Бизнес
Притежава хотелите: "Финландия" в Пампорово, "Синева" и "Лунна пътека" в Свети Влас и "Балатон" на Слънчев бряг. Освен това, Личев е управител на фирмите "ПАРСЕК СЕРВИС ЕООД", "СТОД ООД" и "ВЕЧИЛ 1 ООД".

### Скандал
През септември 2013 година, след жалбата на руската гражданка Евгения Потажевич, е извършена проверка на притежавания от Личев 5-звезден хотел „Лунна пътека“ в Свети Влас, при която се оказва, че хотелът не категоризиран.